# Metalloid
Termen metalloid (av metall och grek. -ειδής -eidés -liknande) föreslogs 1808 som beteckning på alkali- och jordartsmetaller, innan man riktigt var ense om dessa var verkliga metaller eller ej, men termen kom inte i bruk. Jöns Jacob Berzelius började emellertid redan 1811 använda begreppet för ämnen som inte är metaller, det vill säga det vi idag normalt kallar icke-metaller, och detta kom att bli den vedertagna betydelsen. Nordisk familjebok betecknar dock 1909 bruket som vanligt, men "alldeles oriktigt", och 1951 som "oegentligt".
Senare kom metalloid att användas om halvmetaller. Detta är fortfarande vanligt i engelskt språkbruk, men på svenska undviks numera vanligtvis ordet.